# Tetraodon duboisi
Tetraodon duboisi és una espècie de peix de la família dels tetraodòntids i de l'ordre dels tetraodontiformes.

## Morfologia
- Els mascles poden assolir 8,7 cm de longitud total.[1][2]

## Hàbitat
És un peix d'aigua dolça, de clima tropical i demersal.

## Distribució geogràfica
Es troba a Àfrica: República Democràtica del Congo.

## Observacions
És inofensiu per als humans.